# Сельское поселение «Село Головтеево»
Сельское поселение «Село Головтеево» — муниципальное образование в составе Малоярославецкого района Калужской области России.
Центр — село Головтеево.

## Население
| 2010  | 2012  | 2013  | 2014  | 2015  | 2016  | 2017  |
| ----- | ----- | ----- | ----- | ----- | ----- | ----- |
| 1764  | ↘1703 | ↘1685 | ↘1642 | ↘1637 | ↘1629 | ↘1623 |
| 2018  | 2019  | 2020  | 2021  |       |       |       |
| ↘1584 | ↘1574 | ↘1573 | ↗1737 |       |       |       |

## Состав
В поселение входят 15 населённых мест:
| №  | Населённый пункт | Тип населённого пункта | Население |
| -- | ---------------- | ---------------------- | --------- |
| 1  | Головтеево       | село                   | ↘1223     |
| 2  | Афанасово        | деревня                | ↗297      |
| 3  | Вихляево         | деревня                | ↘5        |
| 4  | Зайцево          | деревня                | ↗1        |
| 5  | Кашурино         | деревня                | ↗18       |
| 6  | Кобылино         | деревня                | ↘0        |
| 7  | Куклеиха         | деревня                | ↗17       |
| 8  | Максимовка       | деревня                | ↘113      |
| 9  | Митрофаново      | деревня                | ↘9        |
| 10 | Мурзино          | деревня                | ↘2        |
| 11 | Подполково       | деревня                | ↘55       |
| 12 | Самсыкино        | деревня                | →0        |
| 13 | Семынино         | деревня                | ↘0        |
| 14 | Татарское        | деревня                | ↘4        |
| 15 | Чернолокня       | деревня                | ↗20       |